# Surat (stad)
Surat is een havenstad in de Indiase staat Gujarat en tevens de hoofdstad van het gelijknamige district Surat. De stad had in 2025 een inwonertal van 8.050.000 inwoners waarmee het de op zeven na grootste stad is in India. De stad is gelegen aan de linkeroever van de rivier Tapti.
De stad was vroeger van belang als opstapplaats voor bedevaarders naar Mekka en is de vestigingsplaats geweest van de eerste Britse handelspost in het jaar 1615 nadat ze er de Portugezen hadden verdreven. Ook heeft de Nederlandse VOC zich in de stad gevestigd met een fabriek en een handelspost. Het was het hoofdkantoor van het VOC-gebied Suratte.
De haven van Surat is in onbruik geraakt, de traditionele kunstnijverheid van goud- en zilverdraad, brokaat en houtsnijwerk bloeit volop in de stad. Ook worden er in de stad diamanten geslepen en produceert men synthetische vezels en textiel.

## Galerij

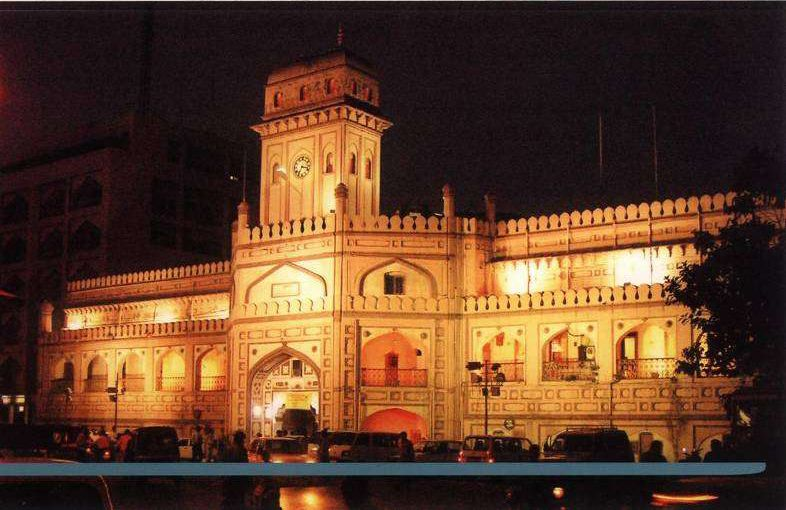
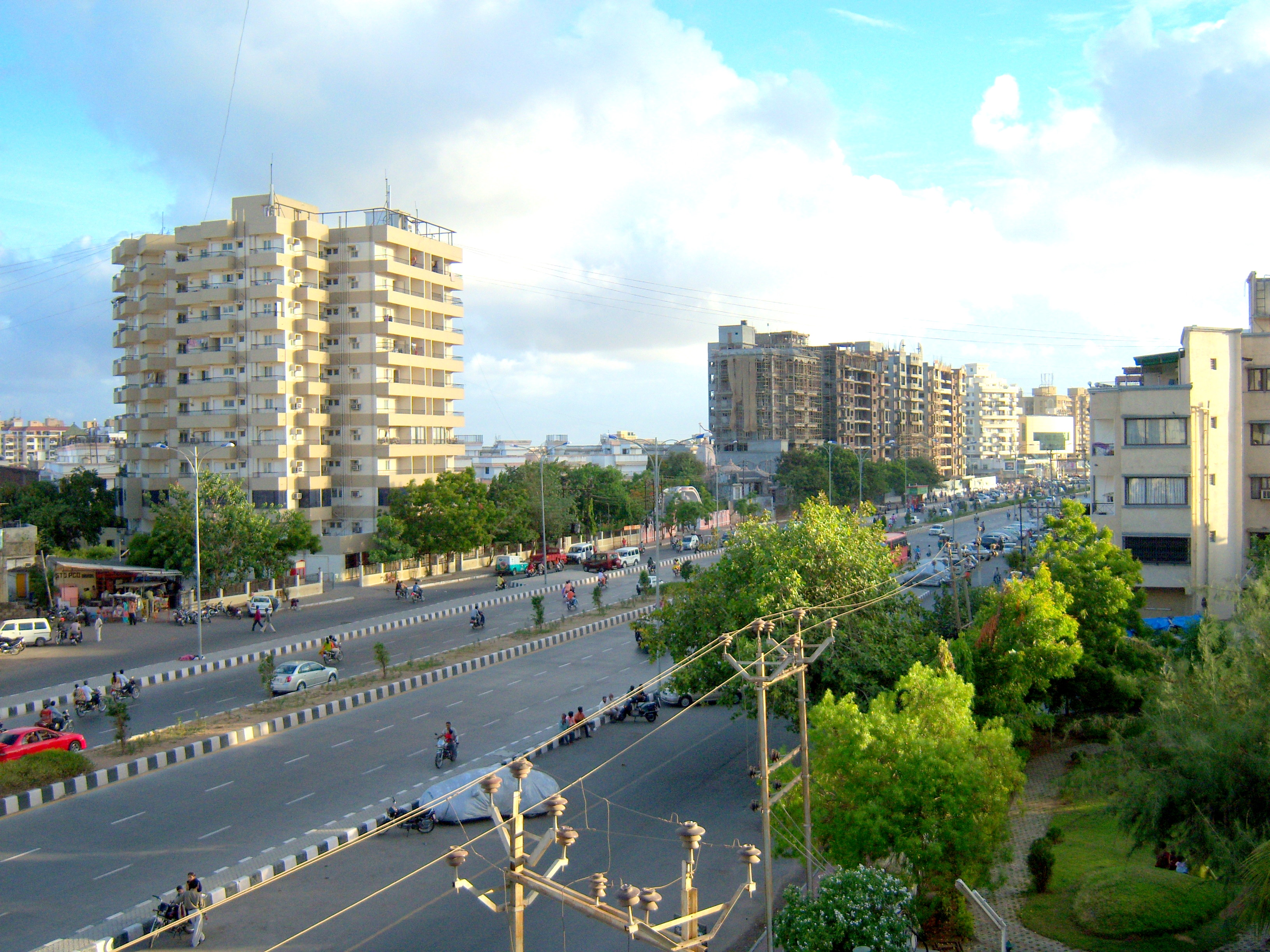
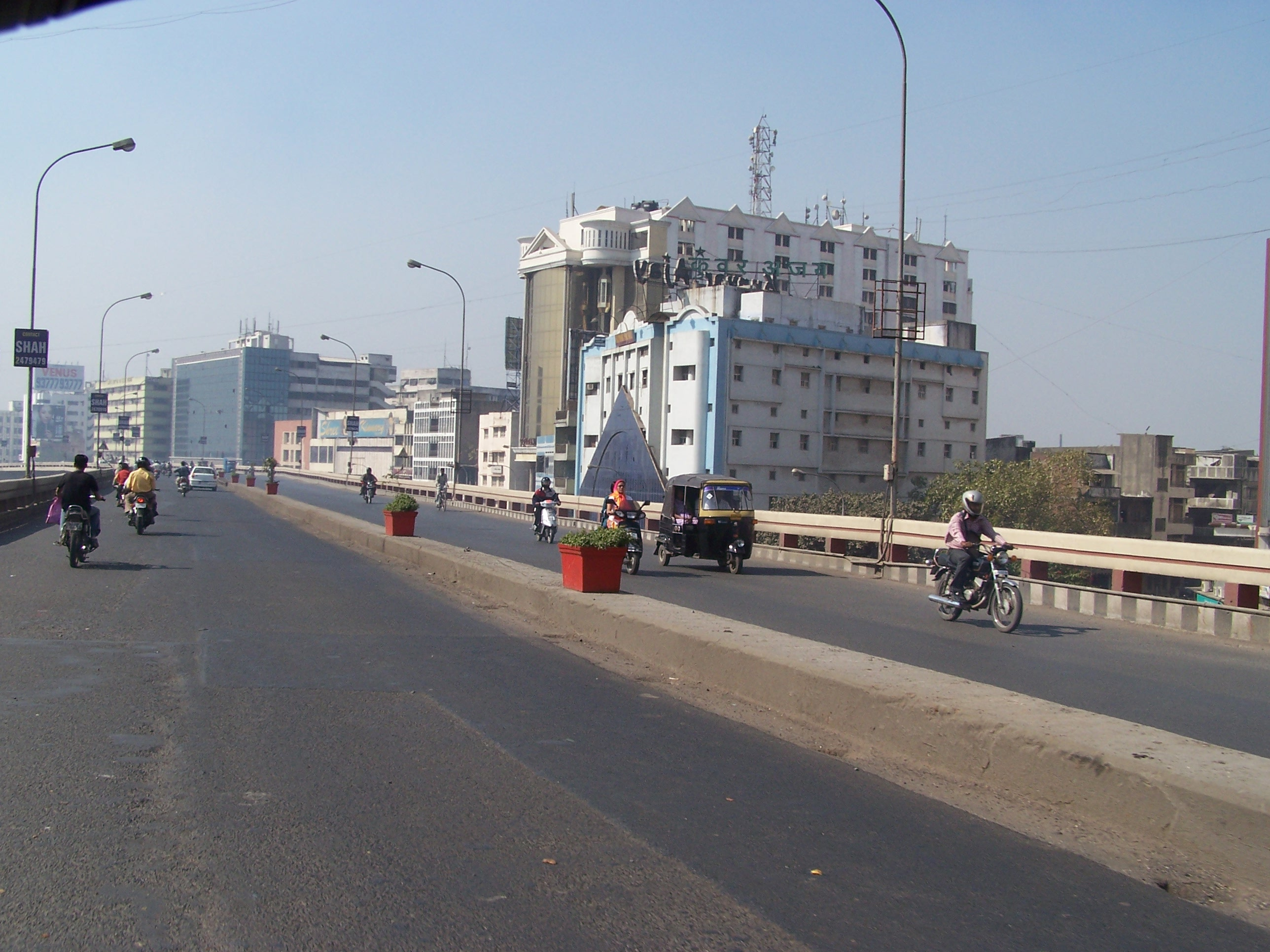
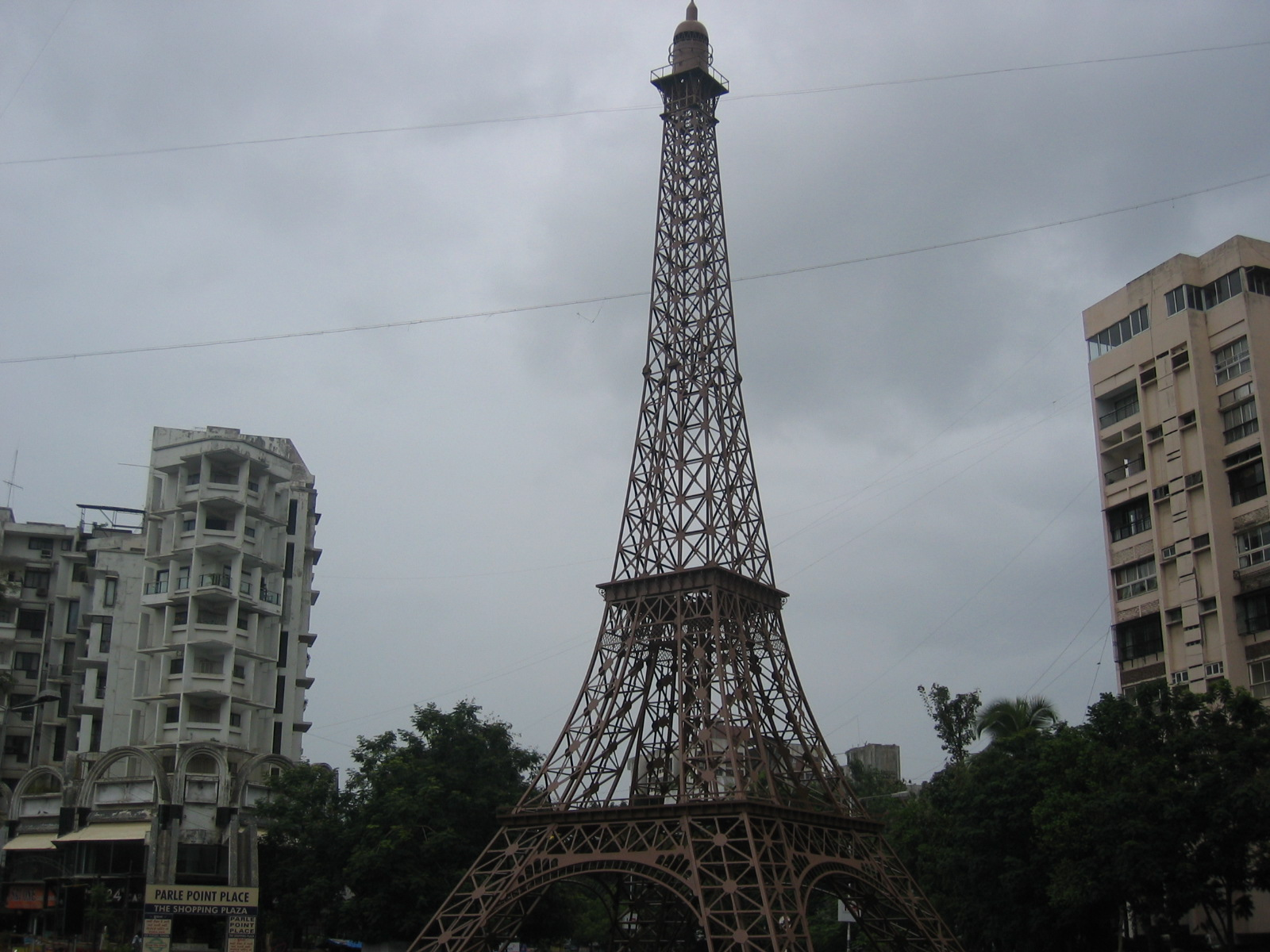
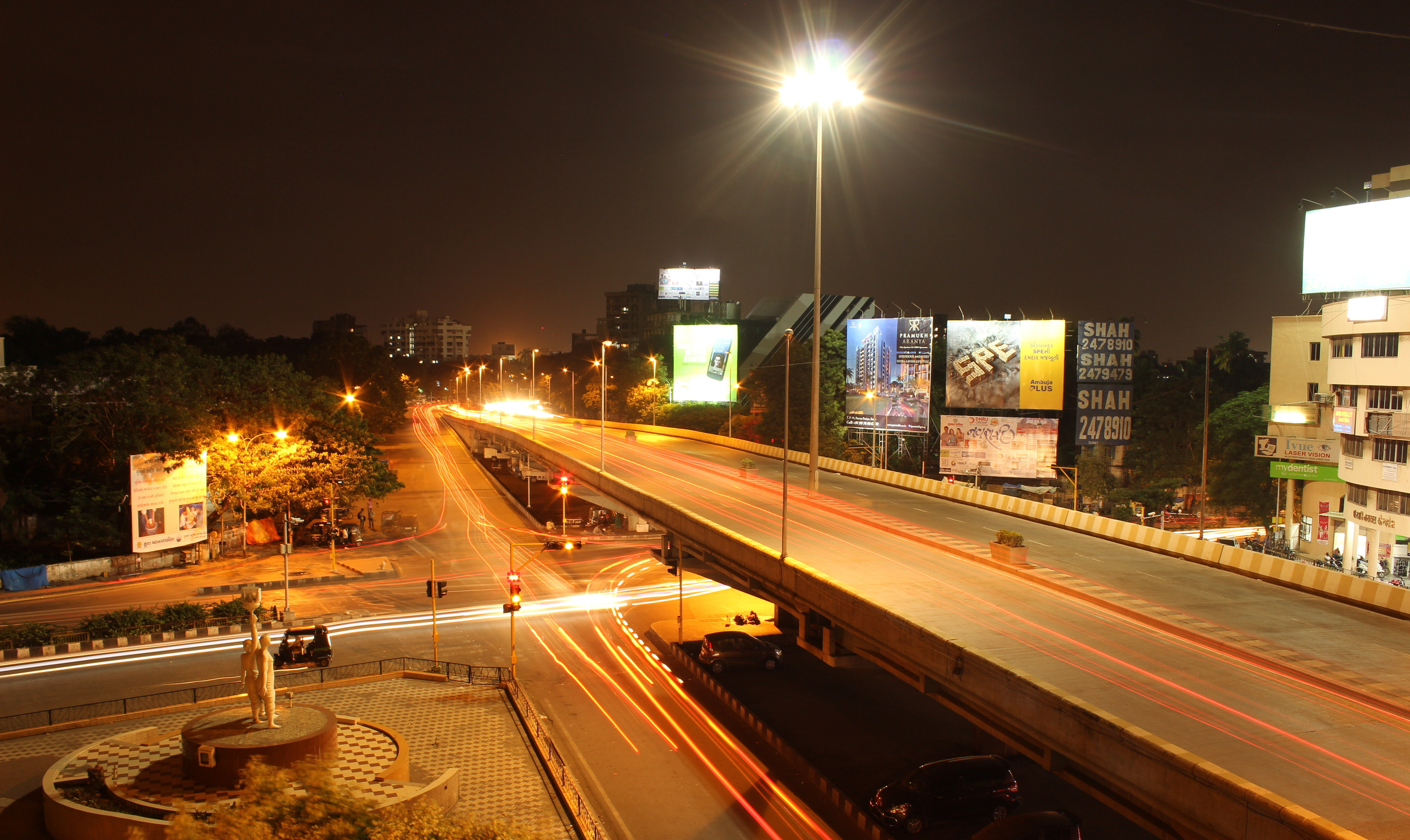
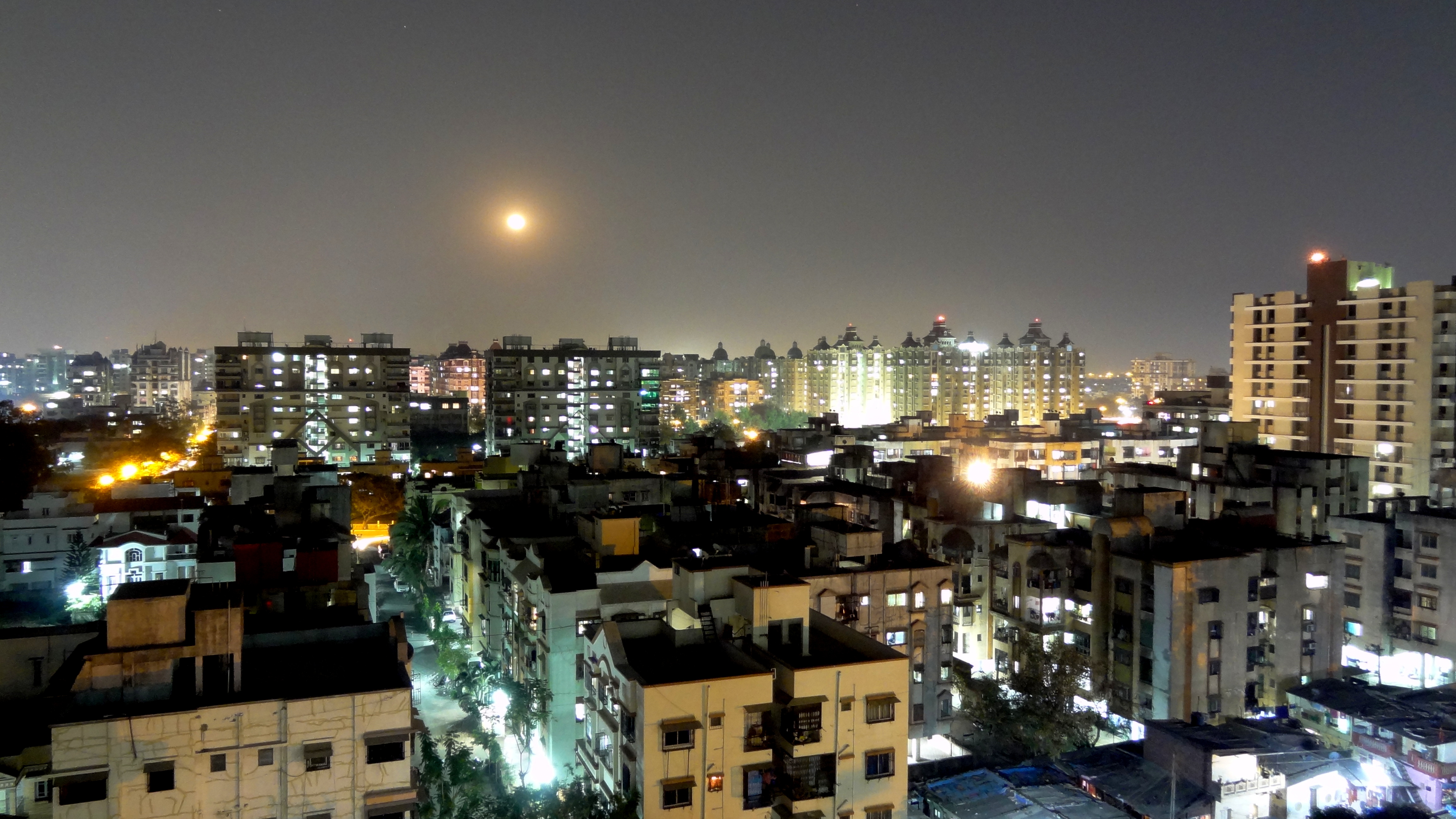
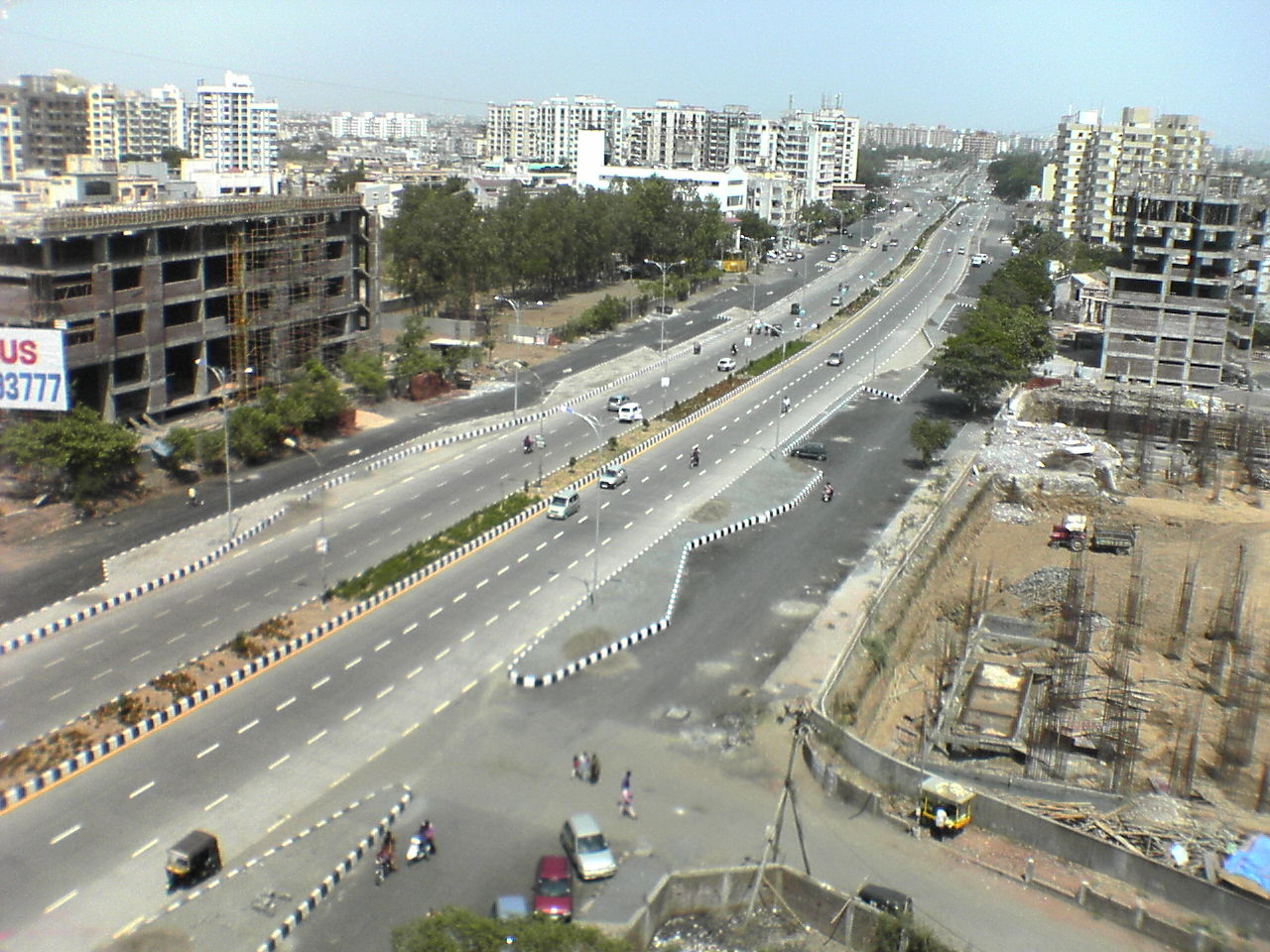